# Roesia de Verdun
Pour les articles homonymes, voir Verdun (homonymie).
Pour les autres membres de la famille, voir Famille de Verdun.
Roesia de Verdun (vers 1204 - 10 février 1247), également orthographié Rohese et Rose, est une femme sole normande et l'une des femmes les plus puissantes d'Irlande au XIIIe siècle.

## Biographie
On sait très peu de choses sur la jeunesse de Roesia de Verdun avant son mariage. Elle est la fille de Nicholas de Verdun d'Alton, Staffordshire et de Clementia, fille et héritière de Philip le Boteler, par qui Clementia a apporté les domaines de Stoke Farthing et Wilsford à la famille de Verdun. Elle est aussi la veuve de William Perceval de Somery. L'accord pour le mariage a eu lieu le 4 septembre 1225. Elle est la seconde épouse de Théobald le Botiller. En tant que seconde épouse, ses cinq enfants ne sont pas héritiers des terres paternelles, mais ils sont éligibles pour être héritiers des terres maternelles, c'est pourquoi ils conservent le nom de famille maternel.

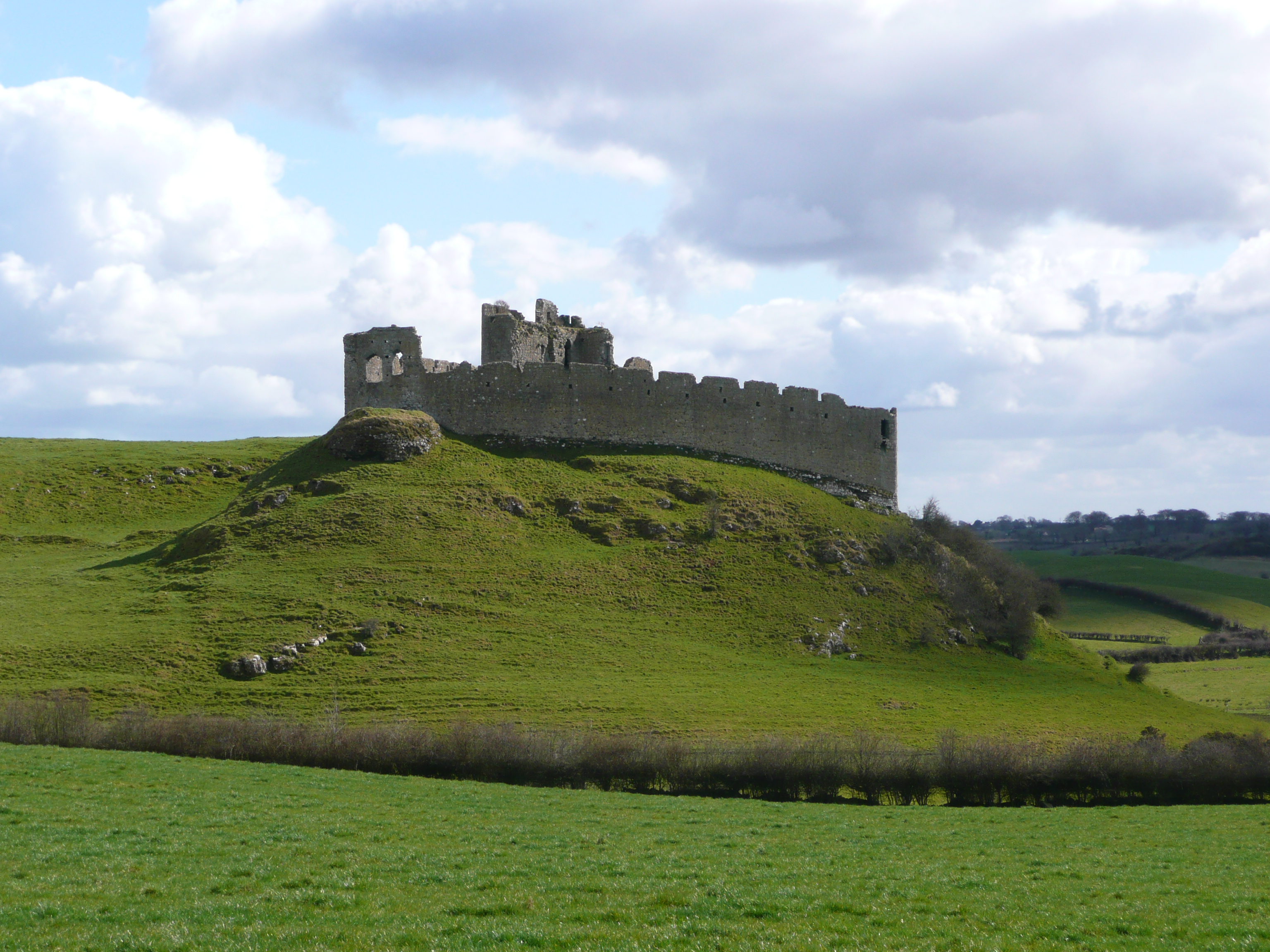
Ruines de Castle Roche.

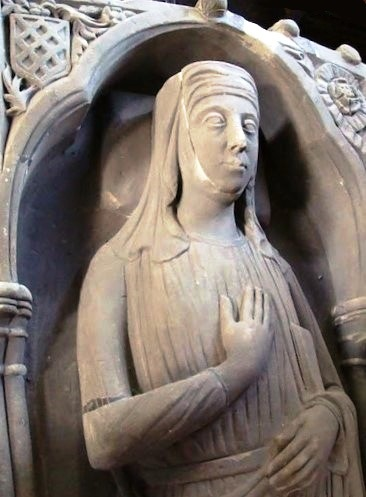
Gisant de Roesia de Verdun dans l'église St-Jean-Baptiste de Belton.

Lorsque son mari meurt en Poitou en 1230 lors de l'invasion anglaise de la France, Roesia de Verdun réclame son héritage et paye les impôts pour pouvoir rester célibataire. Elle postule pour être une femme sole et conserver son indépendance. Le roi autorise Maurice FitzGerald à lui concéder ses terres en avril 1233. Elle construit Castle Roche, à sept milles au nord-ouest de Dundalk, en 1236 pour défendre ses terres. Elle acquiert une réputation de femme forte et puissante. Elle est aussi très pieuse ; elle fonde le prieuré augustinien de Grace Dieu dans le Leicestershire en 1239. Au fil du temps, cependant, la pression pour se remarier augmente jusqu'à ce que de Verdun décide de devenir religieuse en 1242, elle devient membre de la communauté de Grace Dieu. Son fils hérite pleinement en 1247 à sa mort. Bien qu'initialement enterrée au prieuré, au lendemain de la dissolution des monastères, les villageois de Belton l'ont réenterrée dans leur village,,,,,,,.

## Histoires
Après la construction de son château en bordure de la frontière irlandaise, Verdun acquiert une réputation violente. Il est dit qu'elle est une féroce combattante et qu'elle porte une armure. On raconte des histoires sur sa conduite au combat contre ses ennemis, les O'Hanlons. Il y a aussi des contes fictifs autour de la construction du château. Elle aurait ordonné au maître maçon de se jeter de l'une des fenêtres du château pour l'empêcher de travailler pour quelqu'un d'autre, ce qui l'a fait connaître sous le nom de « fenêtre du meurtre »,,. Elle est l'une des femmes de 'Through Her Eyes' de Clodagh Finn,.

## Enfants
- John de Verdun (1226-1274) qui hérite de la partie ouest de la seigneurie de Meath en vertu de son mariage avec Margery de Lacy, fille de Gilbert de Lacy (par sa femme Isabel, fille de Hugh Bigod, 3e comte de Norfolk), fils de Walter de Lacy, seigneur de Meath qui a survécu à son fils, et de Margaret de Braose, dame de Trim. Les filles de Gilbert deviennent alors les héritières des domaines de leur grand-père Walter de Lacy. La sœur et cohéritière de Margery était Mahaut (ou Maud ou Mathilda) de Lacy, épouse de Geoffrey de Geneville, 1er baron Geneville[10]. Le petit fils de John, Théobald II de Verdun, mort en 1316, sera le dernier représentant mâle de cette lignée issue de Roesia.
- Mathilde (ou 'Maud') de Verdun (décédée le 27 novembre 1283) qui épouse d'abord John FitzAlan, seigneur féodal de Clun et d'Oswestry et comte de droit d'Arundel. Maud de Verdun épouse ensuite Richard d'Amundeville[11],[10]
- Isabelle de Verdon[10]
- Nicolas de Verdon[10]
- Théobald de Verdon[10]